# Guesséré
Guesséré est une localité située dans le département de Léba de la province du Zondoma dans la région Nord au Burkina Faso.

## Géographie
Guesséré est situé à 6 km au sud de Léba, le chef-lieu du département, et à 6 km au sud-est de Bougounam, la principale localité de la zone, et de la route nationale 2 reliant le centre au nord du pays.

## Santé et éducation
Le centre de soins le plus proche de Guesséré est le centre de santé et de promotion sociale (CSPS) de Bougounam (dans le département voisin de Gourcy) tandis que le centre médical avec antenne chirurgicale (CMA) de la province se trouve à Gourcy.